# Randy Burridge
Randall H. „Randy“ Burridge (* 7. Januar 1966 in Fort Erie, Ontario) ist ein ehemaliger kanadischer Eishockeyspieler, der im Verlauf seiner aktiven Karriere zwischen 1983 und 1999 unter anderem 813 Spiele für die Boston Bruins, Washington Capitals, Los Angeles Kings und Buffalo Sabres in der National Hockey League (NHL) auf der Position des linken Flügelstürmers bestritten hat. Als Spieler der Washington Capitals nahm Burridge im Jahr 1992 am NHL All-Star Game teil.

## Karriere
Burridge verbrachte die ersten beiden Jahre seiner Juniorenkarriere in der B-Gruppe der Ontario Hockey League, ehe er zur Saison 1983/84 in die Oberklasse der OHL zu den Peterborough Petes wechselte. Auch dort verbrachte der Stürmer zwei komplette Spielzeiten, ehe er im NHL Entry Draft 1985 in der achten Runde an 157. Stelle von den Boston Bruins aus der National Hockey League (NHL) ausgewählt wurde. Burridge verblieb in der Folgesaison zunächst noch für ein paar Partien bei den Petes, bevor er im November 1985 in der NHL debütierte. Schlussendlich absolvierte er in seiner Rookiesaison 52 Spiele. Nachdem er im zweiten Profijahr zwischen dem NHL-Kader der Bruins und dem des Farmteam Moncton Golden Flames gependelt hatte, war der Flügelstürmer mit Beginn der Saison 1987/88 für die folgenden vier Jahre Stammspieler.
Dies blieb auch in der Spielzeit 1991/92 – vor der er im Tausch für Stephen Leach zu den Washington Capitals wechselte – der Fall. Er spielte zudem sein bestes Jahr mit 67 Scorerpunkten in 66 Spielen und nahm am NHL All-Star Game teil. Das zweite Jahr in der US-amerikanischen Landeshauptstadt war allerdings von einer schweren Knieverletzung geprägt, die er in der Saisonvorbereitung erlitten hatte. Dadurch bestritt Burridge nur acht Spiele für die Capitals, davon vier in den Stanley-Cup-Playoffs 1993 sowie zwei weitere für das Farmteam Baltimore Skipjacks in der American Hockey League (AHL). Nach einem weiteren Jahr in Washington, in dem er mit 25 Toren ein durchaus gelungenes Jahr nach seinem Comeback hatte, wurde er kurz nach dem Beginn der Lockout-verkürzten Spielzeit 1994/95 an die Los Angeles Kings abgegeben. Diese erhielten im Gegenzug Warren Rychel. Burridge bestritt im Trikot der Kings 38 Spiele.
Im Oktober 1995 wechselte der Offensivspieler erneut das Team, als er als Free Agent einen Vertrag bei den Buffalo Sabres unterzeichnete. Dort fand er in den folgenden drei Jahren eine sportliche Heimat. Er ließ seine Karriere danach bei den Las Vegas Thunder in der International Hockey League (IHL) und den Hannover Scorpions aus der Deutschen Eishockey Liga (DEL) ausklingen. Nach der Saison 1998/99 beendete der Kanadier im Alter von 33 Jahren seine aktive Karriere.

## Erfolge und Auszeichnungen
- 1992 Teilnahme am NHL All-Star Game

## Karrierestatistik
(Legende zur Spielerstatistik: Sp oder GP = absolvierte Spiele; T oder G = erzielte Tore; V oder A = erzielte Assists; Pkt oder Pts = erzielte Scorerpunkte; SM oder PIM = erhaltene Strafminuten; +/− = Plus/Minus-Bilanz; PP = erzielte Überzahltore; SH = erzielte Unterzahltore; GW = erzielte Siegtore; 1 Play-downs/Relegation; Kursiv: Statistik nicht vollständig)